# دیواره سباتی حفره صماخ
دیواره سباتی حفره صماخ (به انگلیسی: Carotid wall of tympanic cavity) بخشی از معده که در قسمت بالا، عریض‌تر از قسمت پایین است. این بخش، از استخوان‌های منفذدار تشکیل شده است و در آن، تارهای عصبی متصل به شبکه سمپاتیک وجود دارد.